# 杵渕やすお
杵渕 やすお（本名：杵渕 康雄（きねぶち やすお）、1925年3月28日 - 2014年8月13日）は、東京府東京市浅草区西鳥越町（現・東京都台東区鳥越）出身の画家（童画、挿絵、洋画）、漫画家、元・出版美術家連盟常任理事、日本児童出版美術家連盟(童美連)会員、元・現代童画会審査委員、元・現代パステル協会委員、麻生区美術家協会会員、元・文部省（現・文部科学省）教科書作成委員、元・東京都交通安全ノート作成委員。
初期の作品には、「杵淵康雄」、「杵淵やすお」、「きねぶちやすお」のペンネームで発表されたものが存在する。

## 年譜
- 1925年3月28日、小谷長次郎と百合子の次男として生まれる。実兄の上に養子の兄がいるため、三男として育つ。
- 1928年12月、実母・百合子の養母・杵渕かめと養子縁組。
- 1939年、東京市育英尋常高等小学校を卒業。
- 1942年、東京保善商業学校本科夜学課を卒業。
- 1954年、漫画家として生計を立てることを決意。
- 1960年、挿絵画家へ転身。
- 1964年、この年の4月から5年間に渡って、NHK総合テレビで井上ひさし氏原作の「ひょっこりひょうたん島」がひとみ座による人形劇で放送され、それにともない「ひょっこりひょうたん島」の絵本（全10巻）が、「絵・杵渕やすお」で鈴木出版から出版。
- 1970年、学習研究社の「小学生の漢字読み書き字典」の初版から改訂版を含め、30年間挿絵を担当。
- 1980年、東京都公立小学校で使用される通安全ノートの挿絵を長年に渡って担当したことにより、全日本交通安全協会から交通安全栄誉章緑十字銅章を授与される。交通安全ノートの挿絵は1970年台から2000年まで担当。
- 1986年、第11回現代童画展にて東京都知事賞を受賞。ギャラリーラウレック第1回選抜展ダイヤモンド賞を受賞。
- 1987年、第54回神奈川県展にて横浜市長賞を受賞。
- 1992年、第18回現代童画展にて委員作家賞を受賞。
- 1998年7月2日～14日、個展「杵渕やすお展～油絵・パステル・水彩～」をギャラリー華沙里にて開催。
- 2001年12月6日～18日、3人展「トライアングル2001～油絵・パステル～」をギャラリー華沙里にて開催。
- 2002年1月31日～2月19日、個展「子供のための絵画展II－杵渕やすお・童画の世界－」をギャラリー華沙里にて開催。
- 2014年5月22日、早朝に自宅で転倒。翌23日、第二頸椎歯状突起骨切により川崎市立多摩病院に入院。
- 2014年8月13日、午後6時30分、誤嚥性の肺炎により死去。

## 作品リスト

### 漫画
- 珍版 太閤記（新生閣　1953年）
- 天晴　若様初道中（東江堂書店）
- プロ・レスの王者 力道山（鶴書房　1954年）
- 安寿と厨子王（集英社　1954年）
- 天兵放浪記（トモブック社　1954年）
- 源氏物語（中村書店　1954年）
- 舞妓物語（中村書店　1954年）
- 鳴門物語（トモブック社　1954年）
- 海底火山（中村書店　1955年）
- 庭の千草（トモブック社　1955年）
- 荒城の月（トモブック社　1955年）
- 故郷の廃家（トモブック社　1955年）
- 乙女の曲（トモブック社　1955年）
- アルプスの少女（大日本雄弁会講談社 なかよし付録　1955年）[2]
- 道ひとすじに（若木書房）
- 悲しき浜千鳥（ます美書房　1956年）
- 涙の円舞曲（ます美書房）
- クレナイ姫（講談社 なかよし　1956年）
- ヒマラヤの魔王（講談社 少女クラブ　1956年）
- 青ヶ島の子供たち（講談社 少女クラブ　1956年）
- ・・・・そして二ヶ月のあいだ（講談社 少女クラブ）
- むすめ巡礼（講談社 少女クラブ　1956年）
- 母恋悲曲（あかしや書房　1956年）
- 怪人二十面相（あかしや書房）
- 暗黒街の顔役（あかしや書房）
- 若君日本晴れ（富士見出版）
- ほたるの光（講談社 なかよし　1956年）
- さすらいの王女（講談社 なかよし　1956年）
- 夜叉丸天狗（秋田書店 漫画王　1956年）
- 荒野の姫君（ます美書房　1957年）
- 23時の夜光怪人（ます美書房　1957年）
- わかれの歌（講談社 なかよし　1957年）
- 歌う圭子ちゃん（集英社　1957年）
- ジャンヌ・ダルク（集英社 りぼん　1957年）
- さすらいの少女（集英社 りぼん 1957年）
- 白鳥のみずうみ（集英社 りぼん 1957年）
- マッチ売りのしょうじょ（講談社 たのしい二年生　1957年）
- いえなき子（講談社 たのしい二年生　1957年）
- 海の子ロマン（講談社 たのしい二年生　1958年）
- 涙の急行列車（集英社 りぼん　1958年）
- ささやく影（ます美書房　1958年）
- 鉄砲小弥太：名刀鍛冶（集英社　1958年）
- 紅あざみどくろ尼（集英社　1958年）
- 赤いかわぐつ（講談社 なかよし　1958年）
- 美代はまってる（講談社 なかよし　1958年）
- 青空のうつる街（講談社 なかよし　1959年）
- 星はしってる（若木書房　1959年）
- たからじま（講談社 たのしい二年生　1959年）
- 花ひらく今朝（金園社）
- 夢路はるかに（一晃社）
- 紅吹雪（一晃社）
- 野辺の白菊（一晃社）
- すばらしき三日（一晃社）
- 幸福は静かにやってくる（一晃社）
- 少女ふたり（秀文社）
- しいのみ学園（講談社 なかよし）
- 巡礼おつる（講談社 少女クラブ）
- おてつだい（講談社の絵本ゴールド版　1962年）
- もりのなかよし（講談社の絵本ゴールド版　1962年）
- はつゆき（講談社の絵本ゴールド版　1963年）
- まいごのかば（講談社の絵本クラウン版　1963年）
- ぼくのほーむらん（講談社の絵本ゴールド版　1966年）
- ミラーマン（小学館 よいこ　1969年11月号 - 1970年3月号）

### 絵本
- テレビ絵本 ひょっこりひょうたん島（鈴木出版）

1. ライオンおうこくのまき
2. トラヒゲきかんしゃのまき
3. サンタクロースのまき
4. かぼちゃそうどうのまき
5. おにがしまのまき
6. どうぶつじどうしゃのまき
7. きえたおやまのまき
8. ビンポット家とガラクータ家の巻
9. おかしなじごくのまき
10. ゆかいなもぐらの巻

- まってよまってよ（鈴木出版）
- キンダーブック（フレーベル館）
- チャイルドブック（フレーベル館）

### 挿絵
- 小学生の漢字読み書き字典（学習研究社）
- 小学生の新レインボー漢字読み書き辞典（学習研究社）
- たから島（旺文社ジュニア図書館）
- かくれんぼ和尚の涙（広池出版）
- まつばづえの文太（佼成出版社）
- 山吹と少女と武将（広池出版）
- ラスカル号 発信せよ！（フレーベル館）
- 太平洋にかけた平和の橋　世界のために働いた新渡戸稲造（佼成出版社）
- 妖怪たちがよんでいる（PHP研究所）
- 日本のわらい話（偕成社）
- 東京書籍、日本書籍、教育出版、光文書院、学研、文溪堂、旺文社等の教科書（国語・算数・理科・社会・道徳）、ドリル、教育書など、教材の挿絵
- 交通安全ノート（1年生～6年生、東京都　1977年 - 1999年）
- 養護教育教科書（国語・算数・音楽、文部省）
- 児童虐待防止カード（川崎市）
- ぬり絵、かるた、紙芝居、トランプ、すごろく、パズル、キャラクターグッズ、ポスター、カレンダー等多数

### 展覧会出品作品
- 1976年、海の歌（水彩　第1回現代童画展）
- 1977年、題名不明（油彩　第2回現代童画展）
- 1978年、うさぎのダンス（油彩　第3回現代童画展）
- 1979年、おばけのでる夜（油彩　第4回現代童画展）
- 1980年、あの子のいた場所（油彩　第5回現代童画展）
- 1981年、妻籠の兄妹（水彩　第6回現代童画展）
- 1982年、男鹿のなまはげ（水彩　第7回現代童画展）
- 1983年、阿波おどり（水彩　第8回現代童画展）
- 1984年、道化師（油彩　第9回現代童画）
- 1985年、道化師の恋（油彩　第10回現代童画展）
- 1986年、宮廷の道化師たち（油彩　第11回現代童画展）
- 1986年、Good-bye（油彩　第12回現代童画展）
- 1987年、ピエロの舞（油彩　第13回現代童画展）
- 1988年、孔雀の舞I（油彩　第14回現代童画展）
- 1989年、孔雀の舞II（油彩　第15回現代童画展）
- 1990年、夢境の夜（油彩　第16回現代童画展）
- 1991年、中世の道化師（油彩　第17回現代童画展）
- 1992年、中世の道化師（憩）（油彩　第18回現代童画展）
- 1993年、イメージ・ライム・ライト（パステル F80　第5回現代パステル協会展）
- 1993年、道化師と鳩（油彩　第19回現代童画展）
- 1994年、楽屋裏（パステル 80　第6回現代パステル協会展）
- 1994年、憩の時（油彩　第20回展現代童画展）
- 1995年、海と風のシンフォニー(1)（油彩 F100　第21回現代童画展）
- 1996年、海と風のシンフォニー(2)（油彩 F120　第22回現代童画展展）
- 1997年、ピエロは月の雫（パステル P50　第9回現代パステル協会展）
- 1997年、ピエロは月の雫（油彩 F100　第23回現代童画展）
- 1998年、奏（パステル F60　第10回現代パステル協会展）
- 1998年、幕間（油彩　第24回現代童画展）
- 1999年、幕間（パステル Ｍ50　第11回現代パステル協会展）
- 1999年、幻想曲（油彩 F100　第25回現代童画展）
- 2000年、門出（パステル M50　第12回現代パステル協会展）
- 2000年、題名不明（油彩　第26回現代童画展）
- 2001年、妻籠宿（パステル F60　第13回現代パステル協会展）
- 2001年、夢色ピエロ（油彩　第27回現代童画展）
- 2002年、孫の記憶（パステル M50　第14回現代パステル協会展）
- 2002年、みんな揃って秋の里（油彩 F100　第28回現代童画展）
- 2003年、裸ん坊天国（パステル F100　第15回現代パステル協会展）
- 2003年、やさしかったおばーちゃん（油彩 F100　第29回現代童画展）
- 2004年、夢色ピエロ（パステル M50　第16回現代パステル協会展）
- 2004年、宿場の思い出（油彩 F120　第30回現代童画展）
- 2005年、夢境（パステル P50　第17回現代パステル協会展）
- 2005年、昭和11年小学5年生男女組遠足ぼくも居る（油彩 F100　第31回現代童画展）
- 2006年、巣立ちの日グッドバイ（パステル M50　第18回現代パステル協会展）
- 2007年、雨に踊る（パステル M40　第19回現代パステル協会展）
- 2008年、題名不明（パステル　第20回現代パステル協会展）
- 2009年、宿場今昔（パステル F60　第21回現代パステル協会展）
- 2010年、出船（パステル M50　第22回現代パステル協会展）
- 2011年、青い鳥を探して（パステル M50　第23回現代パステル協会展）
- 2012年、宮廷の道化師たち（パステル M50　第24回現代パステル協会展）

### リトグラフ
- ならんだならんだ
- 奈良井宿・・・想い出
- 球磨川下り
- 穂高の里
- 奥入瀬
- 尾瀬
- 飛騨の里
- 祭りの日
- 裸ん坊天国
- 雨宿り
- 踏切
- 有明
- 水郷柳川
- 道化師
- 夕焼けの家路
- 妻籠
- 月の輝く夜
- ピエロは月の光

## 受賞歴
1986年
- 第11回現代童画展・東京都知事賞受賞
- ギャラリーラウレック第1回選抜展・ダイヤモンド賞受賞

1987年
- 第54回神奈川県展・横浜市長賞受賞

1992年
- 第18回現代童画展・委員作家賞受賞